# Lenguas mek
Las lenguas mek son una familia bien establecida de lenguas papúes habladas por los mek del norte de la provincia indonesia de Papúa.

## Clasificación
Las principales clasificaciones (Stephen Wurm (1975) y Malcolm Ross (2005)) consideran que las lengua mek constituyen una rama de las lenguas trans-neoguineanas. Las lenguas mek forman tres cadenas dialectales:
- Oriental: Ketengban (incluye los dialectos Okbap, Omban, Bime, Onya), Una (Goliath), Eipomek.
- Septentrional: Kosarek Yale-Nipsan, Nalca.
- Occidental: Korupun-Sela (incluye los dialectos Dagi, Sisibna, Deibula).

El grupo mek, en ese entonces llamado Goliath, fue identificado por M. Bromley en 1967, y fue reclasificado dentro de las lenguas TNG por Wurm (1975).

## Comparación léxica
Los numerales en diferentes lenguas mek:
| GLOSA | Occidental  | Oriental     | Oriental    | Oriental     | Oriental      | Oriental     | Oriental | PROTO- MEK     |
| GLOSA | Ketengban   | Eipomek      | Una         | Kosarek Yale | Korupun- Sela | Nalca        | Nipsan   | PROTO- MEK     |
| ----- | ----------- | ------------ | ----------- | ------------ | ------------- | ------------ | -------- | -------------- |
| '1'   | tenfu       | ton          | ton         | sɛ'lɛk       | dognog        | 'hŋʰɔnɔk̚     | hɔ'nɔk̚   | *tonok         |
| '2'   | bitini      | bitinye      | bitinyi     | ɸɛ̤n'dɛ       | besene        | 'pɛnyʌ       | ɸɛ'nɛ    | *bitini        |
| '3'   | weneri      | winilye      | winiryi     | wɪlɪn'di     | wenell        | wi'nilyʌ     | ulin'dɪ  | *winidi(a)     |
| '4'   | dumbari     | dum barye    | dumbaryi    | tom          | dom           | dɔm'batyʌ    | tɔmba'ɾɛ | *tom-badi(a)   |
| '5'   | famubari    | famu barye   | amubaryi    | lam          | lam           | lam'bayʌ     | lamba'ɾɛ | *lamu-badi(a)  |
| '6'   | ŋantanbari  | naku barye   | nabaryi     | nʌˤ'ɔp       | nab           | nap ba'dia   | na'hap̚   | nakop-badi(a)  |
| '7'   | yonitambari | tek barye    | tabaryi     | sa͡ɛk         | seg           | sek ba'dia   | saⁱk̚     | *tak-badi(a)   |
| '8'   | banbari     | fin barye    | inbaryi     | lin          | lin           | lin ba'dia   | lin      | *lin-badi(a)   |
| '9'   | topnebari   | toupne barye | toubnibaryi | sup'na       | gugna         | sɔknu ba'dia | sup'nʌ   | *topna-badi(a) |
| '10'  | doŋolbari   | taku barye   | takubaryi   | 'sæˤo        | sau           | saɣɔ ba'dia  | saᵒ      | *sagu-badi(a)  |